# Opowieści o pilocie Pirxie
Opowieści o pilocie Pirxie – zbiór opowiadań fantastycznonaukowych autorstwa Stanisława Lema. Po raz pierwszy wydany w 1968 roku przez Wydawnictwo Literackie, Kraków. Pierwsze wydanie Opowieści… nie zawiera opowiadania Ananke, które nie było wówczas jeszcze napisane.
Głównym bohaterem oraz narratorem opowiadań jest tytułowy Pirx – pilot, a następnie dowódca statków kosmicznych. Tematyka książki krąży wokół problemów powstających na styku człowieka z maszyną (np. w opowiadaniu Ananke), w kilku miejscach stawiając nawet pytanie o zdolność maszyny do samodzielnego myślenia ze wszystkimi tego konsekwencjami (opowiadania Terminus, Wypadek, Rozprawa); mówi o możliwościach, słabościach i reakcjach człowieka (Patrol, Opowiadanie Pirxa, Odruch warunkowy, Albatros).
Tytuły opowiadań:
1. Test (po raz pierwszy w zbiorze opowiadań Inwazja z Aldebarana z 1959)
2. Patrol (po raz pierwszy w zbiorze opowiadań Inwazja z Aldebarana z 1959)
3. Albatros (po raz pierwszy w zbiorze opowiadań Inwazja z Aldebarana z 1959)
4. Terminus (po raz pierwszy w zbiorze opowiadań Księga robotów z 1961)
5. Odruch warunkowy (po raz pierwszy w zbiorze opowiadań Noc księżycowa z 1963)
6. Polowanie (po raz pierwszy w zbiorku Polowanie z 1965)
7. Wypadek (po raz pierwszy w zbiorku Polowanie z 1965)
8. Opowiadanie Pirxa (po raz pierwszy w zbiorku Polowanie z 1965)
9. Rozprawa (po raz pierwszy w zbiorku Opowieści o pilocie Pirxie z 1968)
10. Ananke (po raz pierwszy w zbiorze opowiadań Bezsenność z 1971, do innych Opowieści... dołączone w wydaniu rozszerzonym z 1973)

Zamknięcia historii Pirxa można doczytać się w powieści Fiasko.

## Świat przedstawiony
Akcja Opowieści o pilocie Pirxie osadzona jest w bliżej nieokreślonej przyszłości (porównując z Fiaskiem, czas akcji Opowieści… zawiera się w XXI wieku), gdy „romantyczne czasy kosmonautyki dawno już minęły”. W opowiadaniach o Pirxie przedstawiono futurystyczny świat, w którym kosmonautyka spowszedniała, a przestrzeń Układu Słonecznego od lat jest wykorzystywana gospodarczo, naukowo oraz turystycznie; ponadto wysyłano już międzygwiezdne ekspedycje badawcze do gwiazd w pobliżu Słońca (wzmianka w Patrolu oraz bezpośrednie ukazanie takiej wyprawy w Wypadku). Regularne loty międzyplanetarnych rakiet o napędzie atomowym są rzeczą powszechną, zaś wokół Ziemi i innych planet buduje się stacje kosmiczne. Użytkowanie przestrzeni kosmicznej oraz ciał niebieskich jest nadzorowane przez Organizację Narodów Zjednoczonych, która umiędzynarodowiła żeglugę kosmiczną (nazywaną nieraz kosmolocją).
Pojawiają się nawiązania do rzeczywistych, historycznych wydarzeń z dziejów kosmonautyki, na przykład w Odruchu warunkowym znajduje się odniesienie do Sputnika 1 oraz Sputnika 2.
W roku 1957 udanie wystrzelono w kosmos jedynie dwa – wspomniane wyżej – radzieckie satelity, będące dwoma pierwszymi obiektami zbudowanymi przez człowieka, które umieszczono na orbicie okołoziemskiej (nie licząc nieudanej próby startu amerykańskiej rakiety Vanguard z próbnikiem).
W Ananke zawarto natomiast wzmiankę o programie Apollo oraz o Projekcie Marsa z 1948 roku autorstwa Wernhera von Brauna, będącym pierwszą pracą teoretyczną na temat podróży na Marsa opisaną z technicznego punktu widzenia.

### Ważniejsze miejsca
- Baza – kosmodrom, z którego operowały rakiety kosmicznych Patroli[10]. Do położonej na Północy Bazy kadeci udawali się po zakończeniu lotu testowego w Instytucie, gdzie uczyli się do egzaminów końcowych[11].
- Luna Główna (Luna I) – najważniejsza baza księżycowa, węzeł komunikacyjny oraz ośrodek turystyczny. Znajduje się po zewnętrznej stronie krateru Archimedes[12].
- Luna II – duży ośrodek księżycowy budowany przez ONZ[13]. Podczas prac budowlanych miała w niej miejsce katastrofa, gdy na budowle spadły meteory; doprowadziło to do uszkodzenia robota Setaura.
- Stacja Ciołkowski – rosyjska stacja astrofizyczna, położona na niewidocznej półkuli Księżyca. Na jej terenie umiejscowiono największy radioteleskop na Księżycu. Oprócz tego, w podziemiach bazy mieszczą się zbiorniki powietrza oraz wody, a ponadto posiada ona obserwatorium astronomiczne, stację radiową i wielkie solarium hydroponiczne pod kwarcową kopułą. Kierownikiem naukowym stacji jest profesor Ganszyn[14].
- Stacja Mendelejew – niewielka stacja księżycowa na odwrotnej półkuli księżycowej, na której rozgrywa się większa część opowiadania Odruch warunkowy. Początkowo miała zostać wzniesiona przez Rosjan, jednak na prośbę Brytyjczyków Rosjanie odstąpili ją na rzecz Wspólnoty Brytyjskiej do badań promieniowania kosmicznego[15].
- Syrtis Maior – główna baza marsjańska i najważniejszy port kosmiczny na Marsie, pierwotnie planowana jako poligon termojądrowy oraz intelektroniczny w ramach Projektu[16]. W Fiasku znajduje się informacja, że Syrtis Maior jest macierzystym portem Heliosa, drobnicowca dowodzonego przez Angusa Parvisa (byłego podkomendnego komandora Pirxa).
- Agathodaemon – drugi ośrodek eksploracji Marsa budowany przez Projekt. Nad lądowiskiem tej bazy miała miejsce katastrofa ciężkiego frachtowca międzyplanetarnego Ariel.

### Instytucje, korporacje i firmy
- Instytut – ośrodek szkolenia kosmonautycznego, w którym kształcą się Pirx, Boerst, a także inni kadeci. Na jego czele stoi Szef.
- Transgalaktik – duży międzyplanetarny przewoźnik turystyczny. Do Transgalaktiku należał luksusowy liniowiec pasażerski Tytan[17] oraz kursująca między Ziemią a Księżycem rakieta Selene[18].
- Kompania Południowa – armator Błękitnej Gwiazdy (dawnego Koriolana)[19].
- Kompania Zachodnia – armator utraconego w katastrofie Albatrosa[20].
- Cosmical Navigation (w skrócie COSNAV) – brytyjsko–amerykańskie przedsiębiorstwo astronautyczne. Wspomniane w Opowiadaniu Pirxa[21] oraz w Rozprawie[22].

## Fabuła

### Test
Po raz pierwszy w zbiorze opowiadań Inwazja z Aldebarana z 1959.
Kadet Pirx, pod koniec ostatniego roku 4-letniego kursu dla kosmonautów ma wziąć udział w próbnym samodzielnym locie, po którym ma zacząć się przygotowywanie do egzaminów końcowych. Tuż przed lotem okazuje się, że w drugiej rakiecie ma lecieć najlepszy na roku kadet Boerst. Zadaniem Pirxa jest przeprowadzenie manewru zejścia z orbity w towarzystwie dwóch innych statków. W czasie lotu dochodzi do nieoczekiwanych zdarzeń – najpierw pojawiają się muchy w kabinie pilota, z których jedna powoduje zwarcie w instalacji elektrycznej rakiety uniemożliwiające sterowanie pojazdem, który coraz szybciej leci w stronę Księżyca. Równocześnie okazuje się, że w rakiecie brak jest klucza do kasetki z przełącznikami obwodów (Pirx nie może wyłączyć obwodu ze zwarciem), a ponadto ulega awarii mechanizm podnoszenia ochronnego pęcherza wokół fotela pilota (Pirx nie może dostać się do miejsca zwarcia i usunąć zwęglonej muchy podtrzymującej to zwarcie). W tej beznadziejnej sytuacji Pirx wpada na pomysł użycia awaryjnych sterów służących do drobnych poprawek niezależnych od obwodu objętego zwarciem; działania Pirxa powodują przeciążenia statku, które wyrzucają zwęgloną muchę, co pozwala Pirxowi na odzyskanie kontroli nad rakietą i uniknięcie uderzenia w powierzchnię Księżyca. Gdy Pirx szykuje się do powrotu na Ziemię, nagle do kabiny wchodzi prowadzący egzamin Szef; okazuje się, że cały lot był symulacją mającą sprawdzić umiejętność kadetów radzenia sobie w trudnych sytuacjach. Gdy Pirx z Szefem wychodzą z rakiety, widzą jak z sąsiedniego statku sanitariusze wydobywają krzyczącego Boersta – okazuje się, że zawiódł i nie zdołał uniknąć symulowanej katastrofy.

### Patrol
Po raz pierwszy w zbiorze opowiadań Inwazja z Aldebarana z 1959.
Pirx po uzyskaniu dyplomu został pilotem służby patrolowej nadzorującej odległe sektory Układu Słonecznego w celu wczesnego wykrycia niebezpieczeństw (głównie nieznanych rojów meteorytów). Pewnego dnia z lotu nie wraca pilot Thomas, a niedługo potem pilot Wilmer. Władze zarządzają śledztwo i kontrole techniczne, ale bez rezultatów. Mimo to loty patrolowe nie zostają przerwane. Na jeden z nich zostaje skierowany pilot Pirx – latający od prawie 3 lat. W czasie podróży trafia na dziwne światełko na ekranie: początkowo bierze je za halucynację, ale potem zaczyna bezskutecznie ścigać tajemniczy obiekt. W końcu orientuje się, że to właśnie owo światełko było przyczyną zaginięcia kolegów. Wraca do Bazy, gdzie po długich badaniach okazuje się, że światełko jest rezultatem defektu ekranu (nazwanego potem efektem Ledieux–Harpera), wywołującym u pilota atak podobny do epileptycznego, który nazwano zespolonym syndromem ataktyczno-katatoniczno-klonicznym Nuggelheimera. W czasie tego ataku bezskutecznie próbujący doścignąć światełko piloci tracą orientację i odlatują tak daleko, że nie są w stanie wrócić, zanim zabraknie tlenu w rakiecie. Wkład Pirxa w odkrycie losu pilotów został jednak zapomniany.

### Albatros
Po raz pierwszy w zbiorze opowiadań Inwazja z Aldebarana z 1959.
Pirx, mający wkrótce objąć stanowisko drugiego nawigatora, wraca z Marsa na Ziemię luksusowym statkiem Tytan, należącym do firmy Transgalaktik. W czasie rejsu stwierdza zmianę kursu i udaje się do sterowni, by sprawdzić przyczyny zmiany. Okazuje się, że Tytan odebrał radiotelegraficzny przekaz od Albatrosa, innego statku, któremu z powodu awarii reaktora grozi zniszczenie. Na pomoc, oprócz Tytana, rusza kilka innych statków. Mimo wysiłków wszystkich załóg nie udaje się uratować ludzi z Albatrosa – ratujący zostają bezsilnymi świadkami katastrofy i wołania o pomoc ginącej załogi.

### Terminus
Po raz pierwszy w zbiorze opowiadań Księga robotów z 1961.
Pirx obejmuje pierwsze w życiu dowództwo – jest to stary statek o nazwie Błękitna Gwiazda. W czasie inspekcji statku i przeglądania dokumentów odkrywa, że statek wcześniej nazywał się Koriolan i uległ zniszczeniu w kolizji z rojem meteorytów 19 lat wcześniej, a potem po 16 latach wrak został odnaleziony i wyremontowany. Okazało się także, że część załogi przeżyła samą katastrofę i zmarła później w wyniku braku tlenu. Pirx odkrywa także starego robota Terminusa przechowującego w swojej pamięci tragiczne losy niegdysiejszej załogi, która zginęła w katastrofie 19 lat wcześniej. W efekcie uszkodzeń, jakim uległ robot, wspomnienia te niejako zaczynają żyć własnym życiem – robot podczas swojej pracy za pomocą alfabetu Morse’a wystukuje rozmowy załogi (odcięci w poszczególnych częściach statku kosmonauci porozumiewali się, wystukując komunikaty na rurach). Możliwa jest makabryczna i groteskowa próba nawiązania kontaktu z dawno zmarłymi; o tyle jałowa, że są oni tylko specyficznym rodzajem zakłóceń w pracy robota. Pod koniec lotu Pirx wystosowuje wniosek o złomowanie Terminusa.

### Odruch warunkowy
Po raz pierwszy w zbiorze opowiadań Noc księżycowa z 1963.
Pod koniec III roku szkoły pilotów, dzięki dobremu wynikowi w teście oceniającym odporność psychiczną (długotrwałe leżenie w komorze deprywacyjnej – w słonej wodzie z maską zasłaniającą oczy i zatykającą uszy), Pirx dostaje przydział na praktykę przeddyplomową w stacji na niewidocznej z Ziemi stronie Księżyca, gdzie wcześniej w tajemniczych okolicznościach zginęła poprzednia załoga. Pirx (i drugi członek załogi) cudem unika losu swych poprzedników i rozwiązuje zagadkę śmierci poprzedniej załogi stacji.

### Polowanie
Po raz pierwszy w zbiorku Polowanie z 1965.
Pirx jest już dowódcą nowoczesnego statku. Podczas postoju na Księżycu Pirx dowiaduje się, że w wyniku zniszczenia przez meteoryt magazynu z robotami górniczymi, jeden z nich ulega uszkodzeniu i zaczyna atakować pojazdy ludzi. Pirx bierze udział w próbie unieszkodliwienia zbuntowanego robota. W czasie akcji Pirx nieoczekiwanie staje twarzą w twarz z maszyną – nie próbuje nawet użyć swojego lasera, gdyż wie, że robot jest nieporównywalnie szybszy. Nagle obok Pirxa skała zostaje trafiona przez laser jednego z pojazdów. Zbuntowany robot odpowiada na ogień i ratuje Pirxa uszkadzając transporter, a wtedy Pirx strzałem z lasera niszczy robota. Później okazuje się, że załoga transportera, który strzelał w ogóle nie widziała robota, a tylko Pirxa, którego wzięła za zbuntowaną maszynę. Robot zatem celowo ocalił Pirxa (doskonale widział, że nie jest celem), a ten go zniszczył – Pirx zaczyna mieć wyrzuty sumienia.

### Wypadek
Po raz pierwszy w zbiorku Polowanie z 1965.
Pirx przebywający pół roku w bazie badawczej poza Układem Słonecznym tuż przed odlotem rozwiązuje zagadkę zaginięcia robota. Okazuje się, że robot Aniel zginął podczas wspinaczki górskiej, którą podjął z własnej woli.

### Opowiadanie Pirxa
Po raz pierwszy w zbiorku Polowanie z 1965.
Pirx dzieli się ze słuchaczami historią o zetknięciu się z wytworem obcej cywilizacji. Opowiada, że dorabiał sobie do pensji pełniąc obowiązki dowódcy statku należącego do armatora Le Mansa, który wpadł na pomysł zbierania wraków statków i holowania ich na Ziemię. Żeby interes był opłacalny, konieczne staje się obniżenie kosztów – statki są stare i zniszczone, a ich załogi są przypadkową zbieraniną. W czasie lotu okazuje się, że cały statek jest na głowie Pirxa – czterech członków załogi zapada na świnkę, a dwaj pozostali to pilot, który nie jest kosmonautą, tylko inżynierem drogowym, oraz radiotelegrafista alkoholik. W czasie lotu przez rzadki rój meteorów spoza Układu Słonecznego pełniący wachtę inżynier drogowy zawiadamia Pirxa, że radar uległ uszkodzeniu, bo widać tajemnicze światełko. Pirx odkrywa, że jest to olbrzymi stary statek należący do obcej cywilizacji, więc oblicza i zapisuje parametry lotu, a następnie zamierza zawiadomić bazę o znalezisku i przesłać jej obliczone dane, ale okazuje się, że rejestrator był zepsuty; Pirx w tej sytuacji rezygnuje. W rezultacie ze względu na niekompetencję załogi i nieprawidłowo funkcjonujący statek szansa na kontakt przepadła.

### Rozprawa
Po raz pierwszy w zbiorku Opowieści o pilocie Pirxie z 1968.
Komandor Pirx otrzymuje specjalne zadanie: ma wypróbować załogę, złożoną częściowo z ludzi, częściowo ze znakomicie ich imitujących androidów. W czasie lotu jeden z robotów próbuje sprawić, aby w obliczu zagrożenia katastrofą Pirx wydał błędne polecenia, przez które zginą wszyscy ludzie z załogi. Android zakłada, że dzięki temu androidy zamiast ludzi zaczną pełnić coraz więcej odpowiedzialnych i newralgicznych funkcji, co w przyszłości da im panowanie nad światem. Pirx jednak dzięki ludzkiej poczciwości, którą robot lekceważy, nie wydaje spodziewanych poleceń. To zmusza androida do improwizacji, podczas której ujawnia swoje zamiary. Pirx ocala siebie i resztę załogi niszcząc zbuntowaną maszynę.

### Ananke
Po raz pierwszy w zbiorze opowiadań Bezsenność, do innych Opowieści... dołączone w wydaniu rozszerzonym z 1973.
Komandor Pirx przebywa na Marsie i jest świadkiem katastrofy – supernowoczesny statek rozbija się podczas próby lądowania wskutek niezrozumiałych działań głównego komputera. Pirx zostaje członkiem komisji badającej przyczyny katastrofy – wszyscy obawiają się o bezpieczeństwo 2 kolejnych statków lecących na Marsa. Pirx ustala, że główne komputery przed zamontowaniem na statkach przechodzą specjalną procedurę treningu, podczas którego doświadczeni emerytowani komandorzy dawali komputerom coraz trudniejsze zadania związane z nieoczekiwanymi sytuacjami. Pirx ustala następnie, że komputer, który spowodował katastrofę był trenowany przez komandora Corneliusa. Pirx przypomina sobie, że kiedyś latał pod jego rozkazami. Dowódca ten słynął ze skrajnego perfekcjonizmu, upodobania do zajmowania się nieistotnymi drobiazgami etc. – później została rozpoznana u niego osobowość anankastyczna i został odsunięty od lotów. Równocześnie lekarze uznali, że praca trenera jest pożądana dla takiej osoby – Pirx odkrywa jednak, że samouczące się oprogramowanie komputera podczas treningu nabywa także cech osobowości anankastycznej. Do katastrofy doszło, ponieważ komputer zaczął podejmować coraz więcej nieistotnych działań, które w końcu przekroczyły jego moc obliczeniową, co spowodowało błędy w działaniach maszyny i w rezultacie katastrofę. Ponieważ jeden z 2 kolejnych statków miał także komputer trenowany przez Corneliusa, to możliwe będzie uniknięcie katastrofy poprzez pilną wymianę oprogramowania na inne.

## Rys charakterologiczny tytułowego bohatera
Pirx jest konsekwentnie przedstawiany czytelnikom tylko z nazwiska. Zamiast imienia pojawia się najwyżej tytuł, określający pozycję zawodową (kolejno: kadet, pilot, nawigator, komandor). „Zacny aż do poczciwości”, pozostaje bezradny w relacjach z kobietami, jednak w czasie wykonywania najtrudniejszych zadań pozaziemskich okazuje się niezwykle skuteczny. Wyróżnia go opanowanie i zdroworozsądkowe podejście do świata.
Znawca twórczości Stanisława Lema, filolog i krytyk literacki Robert Stiller podsumował Pirxa następująco: „Nie ma być i nie jest ani bohaterem, ani osobowością, ani żadnym intelektualistą, tylko przeciętniakiem w tym zawodzie; jego perypetie ocierają się nieraz o humor, a czasami o dramat. Z punktu widzenia koncepcji to zaleta i nowość w gatunku”.

## Publikacje opowiadań w Młodym Techniku
Niektóre opowiadania zostały opublikowane w miesięczniku Młody Technik, zanim ukazały się one w autorskich zbiorach opowiadań.
- Test – opublikowano w odcinkach w Młodym Techniku nr 10 oraz 11 z 1958.
- Patrol – opublikowano w Młodym Techniku nr 1 z 1959.
- Terminus – opublikowano w odcinkach w Młodym Techniku nr 2, 3 oraz 4 z 1960.
- Odruch warunkowy – opublikowano w odcinkach w Młodym Techniku nr 11 oraz 12 z 1962.

## Ekranizacje
W 1972 roku powstał, na podstawie książki, film produkcji węgierskiej pod tytułem Pirx pilóta kalandjai. Reżyserem był András Rajnai.
Drugi film, Test pilota Pirxa w reżyserii Marka Piestraka i produkcji polsko-radzieckiej, powstał w 1978 roku, na podstawie opowiadania Rozprawa.

## Adaptacje sceniczne
Niezwykły lot pilota Pirxa – spektakl dla dzieci na podstawie wątków wybranych z opowiadania Test, zrealizowany w Teatrze Miejskim w Gliwicach. Pilot Pirx zdaje swój ostatni egzamin, którym jest samodzielny lot na Księżyc. Widzowie stają się załogą jego statku kosmicznego. Reżyseria: Jerzy Machowski; scenografia: Ľudmila Bubánová; muzyka: Ignacy Zalewski; lalki: Olga Ryl-Krystianowska; projekcje: Michał Dresner; występują: Teatr PAPAHEMA (Paulina Moś, Helena Radzikowska, Paweł Rutkowski, Mateusz Trzmiel), Łukasz Kucharzewski; premiera odbyła się na Małej Scenie przy ul. Nowy Świat 55 – 57, 25 lutego 2017.

## Nagrody
Opowiadanie Rozprawa zostało w 1977 wyróżnione japońską nagrodą Seiun dla najlepszej przetłumaczonej krótkiej formy, jako jeden z nielicznych polskich utworów nagrodzony zachodnią nagrodą na polu fantastyki.